# 克拉雷峰
45°20′31″N 06°58′16″E / 45.34194°N 6.97111°E
克拉雷峰（法語：Pointe de Claret），是法國的山峰，位於該國東南部奧文尼-隆-阿爾卑斯大區，由薩瓦省負責管轄，屬於瓦努瓦斯山的一部分，海拔高度3,355米。